# الأغنياء أيضا يبكون (مسلسل)
هو مسلسل مكسيكي قديم (telenovela) , تم انتاجه عام 1979 وأذيع على قناة Canal de las Estrellas . و هو من بطولة الممثلة المكسيكية القديرة فيرونيكا كاسترو Veronica Castro التي قامت بدور ( ماريانا ) في المسلسل ومن بطولة الممثل القدير روجيليو غويرا Rogelio Guerra , ويعتبر هـــذا المسلسل النسخة الأصلية من المسلسل ماريا ابنة الحي من بطولة تاليا و الذي انتج عام 1996 .

## القـــصـــــة
تجد ماريانا فياريال نفسها بلا مأوى بعد وفاة والدها وزوجة أبيها

## الطاقم التقني
- تصميم الملابس : Patricia Claymuelle
- منتج عام:
- اللحن الرئيسي :
- غناء : سيد جميل العبودي
- إضاءة :
- الموسيقى :
- مساعد المخرج :
- إخراج :
- شركة الإنتاج :
- الدبلجة للعربية :
- إستديوهات :
- إخراج إلى اللغة العربية :

## الأبــطـــــال
- فيرونيكا كاسترو..Verónica Castro: ماريانا فياريال
- روجيليو غويرا..Rogelio Guerra : لويس ألبرتو سالفاتيرا
- إيفا تَمارغو ليموس..Rocío Banquells : ‘إستير
- ماريا خوسيه ألفونسو..Augusto Benedico:كارميلا أم ماري ايلينا
- كريستينا كرمان..Rafael Banquells : يولي أخت ماري ايلينا
- أليسيا رودريغيز..Alicia Rodríguez : إيلينا سالفاتيرا (رقم 1)
- مانولو فيلافيردي..Marilú Elizaga : تيو زوج فوشا

## روابط خارجية
- الأغنياء أيضا يبكون على موقع IMDb (الإنجليزية)
- الأغنياء أيضا يبكون على موقع كينوبويسك (الروسية)
- الأغنياء أيضا يبكون على موقع قاعدة بيانات الفيلم (الإنجليزية)